# Auenheim (Bas-Rhin)
Auenheim ist eine Commune déléguée in der französischen Gemeinde Rountzenheim-Auenheim mit 896 Einwohnern (Stand 1. Januar 2021) im Département Bas-Rhin in der Region Grand Est (bis 2015 Elsass).
Die Gemeinde Auenheim wurde am 1. Januar 2019 mit Rountzenheim zur Commune nouvelle Rountzenheim-Auenheim zusammengeschlossen. Sie hat seither den Status einer Commune déléguée. Die Gemeinde Auenheim gehörte zum Arrondissement Haguenau-Wissembourg und zum Kanton Bischwiller.
Auenheim liegt an der Moder, etwa 16 Kilometer südwestlich von Rastatt. Nachbargemeinden von Auenheim waren Rountzenheim im Westen und Norden, Rœschwoog im Nordosten, Fort-Louis im Südosten, Stattmatten im Süden sowie Sessenheim im Südwesten. In Auenheim sind noch eine Anzahl Gebäude der Maginot-Linie zu finden.

## Wappen
Wappenbeschreibung: In Silber ein schwarzes Majuskel „M“ von drei schwarzen gemeinen Kreuzen begleitet und darüber schwebend ein schwarzes Tatzenkreuz.

## Geschichte und Bevölkerungsentwicklung
Auenheim tritt schon 775 ins Licht der Geschichte, als es unter dem Namen "Hauui(n)haim" im Güterverzeichnis des Klosters Weißenburg erwähnt wird (Quelle: TradWiz 119). Als 888 Kaiser Arnulf dem Marienkloster zu Strasbourg Güter in Auenheim versprach, meinte er das Auenheim bei Kehl, denn "Ouuanhein " trägt den Zusatz "in pago Mortunouua", womit die heutige Ortenau gemeint ist. 1744 soll hier bei "Augenheim" eine Schlacht des Österreichischen Erbfolgekrieges geschlagen worden sein. Von 1871 bis 1918 gehörte es zum Deutschen Kaiserreich.
| Jahr      | 1910 | 1962 | 1968 | 1975 | 1982 | 1990 | 1999 | 2007 | 2013 |
| Einwohner | 453  | 543  | 566  | 602  | 598  | 616  | 731  | 835  | 913  |

## Söhne der Gemeinde
- Henri Loux (1873–1907), Maler